# Ginjiro Shigeoka
Ginjirō Shigeoka (重岡 銀次朗, Shigeoka Ginjirō) est un boxeur japonais né le 18 octobre 1999 à Kumamoto.

## Carrière
Passé professionnel en 2018, il devient champion du Japon des poids pailles le 27 mars 2022 puis champion du monde IBF de la catégorie le  7 octobre 2023 à Tokyo après sa victoire par arrêt de l'arbitre au 5e round face à Daniel Valladares. Shigeoka converse sa ceinture le 31 mars 2024 en battant par KO au 2e round Jake Amparo puis il est battu par Pedro Taduran le 28 juillet 2024 après arrêt de l'arbitre au 9e round. Il s'incline également lors du combat revanche contre Taduran le 24 mai 2025 aux points.

## Référence
1. ↑  (en) Daniel Valladares vs. Ginjiro Shigeoka (boxrec.com)